# Dzikowiec (województwo podkarpackie)
Dzikowiec (do 1968 Dzikowiec Stary, 1968–1998 Stary Dzikowiec) – wieś w Polsce, położona w województwie podkarpackim, w powiecie kolbuszowskim, w gminie Dzikowiec.
| SIMC    | Nazwa           | Rodzaj    |
| ------- | --------------- | --------- |
| 0662126 | Dzikowiec Dolny | część wsi |
| 0662132 | Dzikowiec Górny | część wsi |
| 0662149 | Przedmieście    | część wsi |
| 0662155 | Zadworze        | część wsi |

W latach 1975–1998 miejscowość administracyjnie należała do województwa rzeszowskiego.
Miejscowość jest siedzibą gminy Dzikowiec (do końca 2001 pod nazwą gmina Stary Dzikowiec) oraz rzymskokatolickiej parafii św. Mikołaja należącej do dekanatu Raniżów w diecezji sandomierskiej.
We wsi Dzikowiec urodził się kapral Stanisław Serafin (1914-1938). 24 lipca 1938 roku we wsi miała miejsce patriotyczna uroczystość odsłonięcia pomnika kaprala Serafina. Aktu odsłonięcia pomnika dokonał ówczesny premier Felicjan Sławoj Składkowski.